# آلوتائو
آلوتائو مرکز استان خلیج میلنه، واقع در کشور پاپوآ گینه نو است.